# Herman Melville
Herman Melville (1 d'agost de 1819 - 28 de setembre de 1891) va ser un escriptor estatunidenc conegut sobretot per la seva novel·la Moby Dick (1851), que ha estat considerada una de les millors novel·les de la literatura estatunidenca i també universal. També conreà contes, poemes i assaigs. De ben jove va ser mariner, fet que li va proporcionar el coneixement del món del mar que plasmà a les seves obres.

## Biografia

### Primers anys
Herman Melville va néixer l'1 d'agost de 1819 i és el tercer de vuit fills (i el segon fill) de Maria Gansevoort i Allan Melvill (sense e). Per part materna, els seus avantpassats són patricis d'origen holandès (un d'ells, el general Peter Gansevoort (en), és un heroi de la revolució americana). Per la banda paterna, és una línia de comerciants escocesos. El pare d'Allan, el major Thomas Melvill, també va tenir un paper gloriós durant la Guerra Revolucionària. Allan Melvill importa de França novetats. El 1826, l'economia estatunidenca va entrar en un període d'estancament, i el pare de l'escriptor va patir el pes de la competència britànica. El seu negoci va caure, va haver de manllevar cada cop més al seu sogre, Peter Gansevoort, que es va convertir en el sostenidor de la família. Entre 1820 i 1830 la família es va traslladar tres vegades, abans d'establir-se el 1830 prop dels Gansevoorts a Albany, capital de l'estat de Nova York, on Allan Melvill treballava com a empleat en una fàbrica de pells.

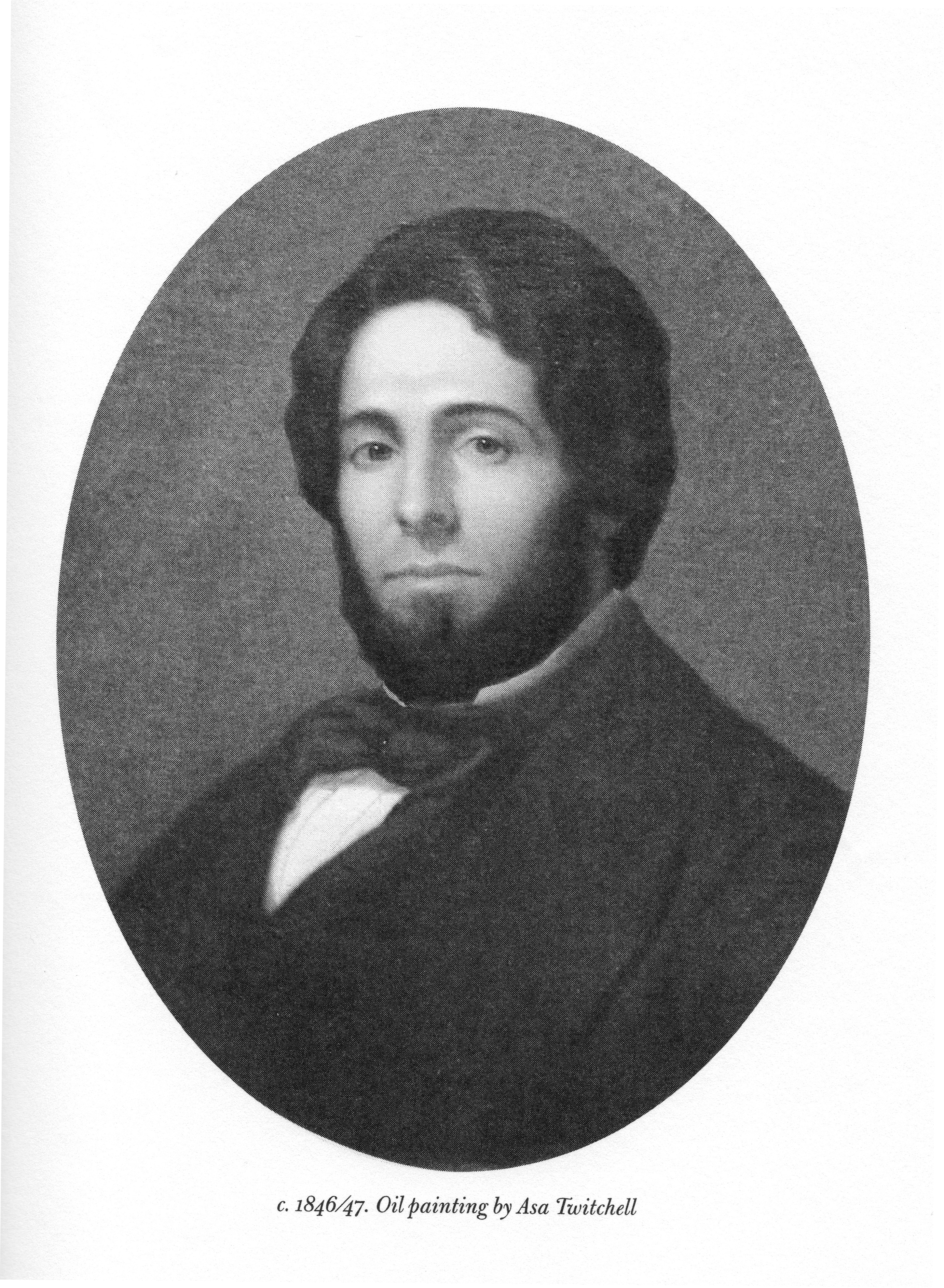
Melville el 1846-1847.

Durant un viatge a Nova York el desembre de 1831, Allan Melvill, que intenta muntar un nou negoci del qual seria el cap, contrau una pneumònia. Mor el 28 de gener de 1832. Els dos més grans, Gansevoort (nascut el 1815) i Herman van abandonar el col·legi d'Albany. El primer, ajudat per l'oncle Pere, va obrir un comerç de pells que prosperaria durant tres anys (aleshores, va afegir una e en el seu nom, que tota la família assumeix). El segon es converteix als tretze anys a treballar al New York State Bank, l'oncle del qual Peter és un dels administradors.
Dos anys més tard, possiblement a causa d'una debilitat ocular, Herman Melville va deixar la seva feina al banc i se'n va anar a viure amb un altre oncle, propietari d'una granja a Pittsfield, Massachusetts. Després d'uns mesos al camp, va tornar a Albany a principis de 1835 i es va matricular a l'escola secundària clàssica de la ciutat. Durant aquests anys, va fer les seves primeres lectures significatives: James Fenimore Cooper, Walter Scott, Byron, poetes anglesos del segle XVIII. Després de l'escola, porta els comptes dels negocis del seu germà Gansevoort.
L'abril de 1837, un pànic financer empeny Gansevoort a la fallida. Els Melville es van establir a Lansingburgh, un petit poble a la vora del Riu Hudson. Herman va ensenyar durant un temps com a professor d'escola primària en una escola rural prop de Pittsfield. Després, de tornada a Lansingburgh, va fer cursos de topografia a la universitat.

### Viatges
El 1839 Melville es va allistar com a mosso a bord d'un vaixell mercant amb destinació a Liverpool, el St. Lawrence. Aquest primer creuer entre Nova York i Liverpool (des del 5 de juny al 30 de setembre) l'inspiraria deu anys més tard per escriure una novel·la sobre la vida al mar i l'infern de la ciutat industrial de Redburn. Al seu retorn, va trobar un nou lloc d'escola a Greenbush l'any 1840 (on mai cobraria). Després va a Illinois, on recorre la frontera occidental i possiblement pel Mississipi fins a Cairo.
A finals de 1840, decebut per les seves esperances a l'oest, Melville va viatjar a Nantucket, el lloc de naixement de la caça de balenes estatunidenca, on va signar, el 26 de desembre, el seu registre en el paper de l’Acushnet, un balener de tres pals de 358 tones (va rebre un avançament de 84 dòlars sobre el seu sou) i es va embarcar a New Bedford el 31 de desembre. Recorre així el Pacífic, visitant les illes Galápagos i les Marqueses on deserta, el 9 de juliol de 1842, amb un dels seus companys, Richard Tobbias Greene, el «Toby» del llibre Typee (Taïpi), que relatarà la seva aventura sobre Nuku Hiva.
El 29 d'agost de 1842, va aconseguir sortir de la vall de Taipivai amb el balener australià Lucy Ann alertat per Richard Tobbias Greene i va marxar cap a Tahití. En arribar a Tahití, va ser arrestat per participar en un motí a bord del Lucy Ann i empresonat. Va escapar de Tahití per arribar a Moorea, després a Hawaii. Va treballar durant un temps com a empleat d'un comerciant, després es va unir a la tripulació de la fragata USS 1797 Boston de la Marina dels Estats Units l'octubre de 1884.
Aquests fets el van portar a escriure les seves aventures amb elements novel·lescos. Gràcies a aquests fets, va fer un salt a la fama literària. Va tenir un fill que va coincidir amb el fracàs de Mardi, la seva tercera obra.

### Última etapa i mort
Va col·laborar en una revista anomenada Literary World. El seu director tenia una àmplia biblioteca, que li va servir a Melville per llegir, ja que li agradava molt.
Va viure aïllat en la seva granja que va haver de vendre i es va traslladar a Nova York a causa dels deutes. Allà va treballar d'inspector de duanes i en aquesta última fase de la seva vida es va dedicar a la poesia. Aquesta època va estar marcada per problemes físics i psicològics, causats pel suïcidi del seu fill gran.
Va morir oblidat el 1891. Als anys 20 la seva figura com a escriptor va ser més valorada en la literatura mundial.

## Carrera literària

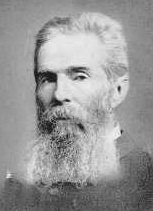
Herman Melville

El període aventurer de la seva vida, que acaba quan torna a trepitjar terres americanes, és el tema de les seves dues primeres novel·les, Taïpi i Omoo. La redacció de la primera es va completar a finals de l'estiu de 1845, però Melville va trobar dificultats per trobar un editor. Finalment, es va publicar a Londres el 1846, on es va convertir en un best-seller immediat. L'èxit fa que sigui més fàcil per a Melville: l’editorial de Boston accepta la seva següent novel·la, Omoo, sense ni tan sols haver-la vist. Si Melville va basar la seva notorietat en històries d'aventures exòtiques de caràcter autobiogràfic, Mardi (1849) va marcar un primer punt d'inflexió en la seva carrera literària. Per primera vegada, la seva història no es basa directament en la seva experiència personal. Trencant amb la recepta que el va donar èxit, Melville s'embarca en un camí més ambiciós, el d'una novel·la que pren com a pretext el marc consolidat de la narrativa marítima per abordar qüestions filosòfiques que ressonen amb l'actualitat política del seu temps.
Molt més gruixut que els seus escrits anteriors, intercalats amb llargues digressions, Mardi es troba amb l'hostilitat combinada de la crítica i el públic. L'autor està convençut que «El temps, que resol tots els enigmes, donarà la clau a Mardi».
Al juny-juliol de 1849, escriu Redburn, record del seu pas a la marina mercant, a continuació, a l'agost-setembre, Vareuse-Blanche, el seu compromís en la marina americana.
L'agost de 1850, durant una excursió al lloc de Monument Mountain, a Massachusetts, va conèixer accidentalment l'escriptor Nathaniel Hawthorne. Els dos homes es produeixen una forta impressió mútuament. Melville es llança immediatament a una revisió del primer escrit de Hawthorne que aconsegueix obtenir, la col·lecció de contes Mosses from an Old Manse, 1846. Publicat de manera anònima sota el títol Hawthorne i les seves molses a Evert Augustus Duyckinck 's Literary World, l'article fa un pas decisiu a Hawthorne en el camí del reconeixement literari. Acosta encara més els dos homes, ja que Hawthorne s'ha afanyat a identificar a Melville com l'autor de les línies elogioses que el comparen amb Shakespeare.
Els vincles entre els dos homes són tan forts que Melville obté del seu sogre la suma necessària per a l'adquisició de «Punta de fletxa», una antiga granja situada prop de la propietat del seu nou mentor. La mare de Melville i tres de les seves germanes aviat es van unir a la parella de Melville i al seu fill a les muntanyes de Berkshire. L'escriptor Stéphane Lambert relata l'apassionada amistat entre els dos homes al seu llibre Fraternelle mélancolie.
La compra, que el va obligar a demanar uns quants préstecs, va posar Melville en una situació financera precària. Va ser sota la pressió dels seus creditors que va posar els últims retocs a la seva darrera novel·la, que va aparèixer per primera vegada a Anglaterra sota el seu títol original The Whale, l'octubre de 1851. Les crítiques angleses van ser excel·lents, i quan la novel·la també va aparèixer als Estats Units, sota el títol definitiu de Moby Dick, les vendes van ser força bones la primera setmana. No obstant això, la novel·la es va trobar amb l'hostilitat de la crítica estatunidenca i poc èxit comercial.
La resta de la seva carrera literària és una llarga sèrie de desil·lusions. La seva obra següent, Pierre ou les Ambiguités (1852), es va trobar amb una hostilitat encara més gran. El seu editor Harper rebutja el manuscrit, de Isle of the Cross, avui perdut. The Confidence Man (1857) també és durament criticat. Per fer front a les finances cada cop més fràgils, Melville va seguir els consells dels seus familiars i es va convertir en professor, una ocupació que en aquell moment podia ser molt lucrativa. De 1857 a 1860, va treballar a escoles secundàries per parlar de les seves aventures als mars del Sud. Alhora, es dedica a la poesia, sense aconseguir despertar l'interès de les editorials. No va tenir més èxit quan va demanar un consolat al senador Charles Sumner, llavors del Comitè d'Afers Exteriors.

## El silenci
El 1866, la seva dona va aprofitar les seves connexions per aconseguir-li una feina com a inspector de duanes de la ciutat de Nova York, tot i que havia ocupat aquesta feina uns anys abans per «coses menys glorioses que són, en veritat, pitjors que portar oques a l'abeurador». No obstant això, va dur a terme la seva tasca durant dinou anys, guanyant-se la fama de ser l'únic empleat honest d'una casa coneguda per la seva corrupció generalitzada.
La seva carrera pública com a escriptor ha arribat al final. En privat, però, continua escrivint: primer un llarg poema èpic, inspirat en el seu pelegrinatge a Palestina; aquest Clarel es va publicar efectivament el 1876, gràcies a l'ajuda econòmica del seu oncle, Peter Ganservoort. Però l'experiència torna a ser cruel per a Melville, ja que els exemplars no venuts es cremen, l'escriptor no havent pogut recaptar la suma necessària per redimir-los.
El seu segon fill, Stanwix, va morir de tuberculosi a San Francisco el 25 de febrer de 1886. També és l'any de la jubilació de Melville, permesa per una herència que la seva dona rep del seu germà. Després va reprendre l'escriptura, escrivint una sèrie de poemes inspirats en part per la seva experiència del mar. Dues col·leccions —John Marr (1888) i Timoleon (1891)— van aparèixer en edicions confidencials, destinades sobretot a la seva família i als seus propers.
Un d'aquests poemes el conserva més particularment; l'agafa, la desenvolupa per fer un conte, després una novel·la. Amb períodes d'interrupció, s'hi va dedicar uns quants anys, deixant només de treballar-hi l'abril de 1891, uns mesos abans de la seva mort, el setembre de 1891. Cal la intervenció de Raymond Weaver, el seu primer biògraf, per veure l'obra publicada l'any 1924, sota el títol de Billy Budd, sailor.

### Descendència
Herman Melville és el rebesoncle d'Elizabeth McBride Warner, mare de l'artista de música electrònica Richard Melville Hall conegut com Moby.

## Obres

### Narrativa
- Taipi (1846): Un paradís caníbal.
- Omoo (1847): Aventures en els Mars del Sud.
- Mardi (1849): Un viatge enllà.

### Poesia
- Clarel (1876): Poema èpic de 16.000 versos

### Novel·la
- Typee: A Peep at Polynesian Life (1846)
- Omoo: A Narrative of the South Seas (1847)
- Mardi: And a Voyage Thither (1849)
- Redburn: His First Voyage (1849)
- White-Jacket, or The World in a Man-of-War (1850)
- Moby-Dick or The Whale (1851) (en català, Moby Dick)
- Pierre: or, The Ambiguities (1852)
- Isle of the Cross (novel·la perduda)
- Israel Potter|Israel Potter: His Fifty Years of Exile (1856)
- The Confidence-Man|The Confidence-Man: His Masquerade (1857)
- Billy Budd, Sailor (An Inside Narrative) (1924, publicada pòstumament)

### Contes
- The Piazza Tales (1856)
  - "The Piazza" (l'únic conte escrit específicament per a la col·lecció; els altres havien estat publicats prèviament a la revista Putnam's Monthly Magazine)
  - "Bartleby The Scrivener" (en català Bartleby, l'escrivent)
  - "Benito Cereno"
  - "The Lightning-Rod Man"
  - "The Encantadas, or Enchanted Isles"
  - "The Bell-Tower"
- Altres
  - "Cock-A-Doodle-Doo!" (Harper's New Monthly Magazine, Desembre 1853)
  - "Poor Man's Pudding and Rich Man's Crumbs" (Harper's New Monthly Magazine, Juny 1854)
  - "The Happy Failure" (Harper's New Monthly Magazine, Juliol 1854)
  - "The Fiddler" (Harper's New Monthly Magazine, Setembre 1854)
  - "The Paradise of Bachelors and the Tartarus of Maids" (Harper's New Monthly Magazine, Abril 1855)
  - "Jimmy Rose" (Harper's New Monthly Magazine, Novembre 1855)
  - "The 'Gees" (Harper's New Monthly Magazine, Març 1856)
  - "I and My Chimney" (Putnam's Monthly Magazine, Març 1856)
  - "The Apple-Tree Table" (Putnam's Monthly Magazine, Maig 1856)
- No publicats en vida de Melville
  - "The Two Temples"
  - "Daniel Orme"

### Poesia
- Battle Pieces and Aspects of the War (1866)
- Clarel: A Poem and Pilgrimage in the Holy Land (1876)
- John Marr and Other Sailors (1888)
- Timoleon (1891)
- Weeds and Wildings, and a Rose or Two (1924)

### Traduccions al català
- Bartleby, l'escrivent ISBN 978-84-8437-710-8
- Benito Cereno ISBN 978-84-7596-173-6
- Billy Budd, el mariner ISBN 978-84-7660-556-1
- Les encantades; El violinista; Jimmy Rose ISBN 978-84-923153-1-4
- Escenes de batalla i paisatges de guerra. Selecció, introducció i traducció de Carme Manuel Cuenca. Alaquàs: Brosquil, 2009. Edició bilingüe. ISBN 978-84-9795-489-1
- Moby Dick ISBN 978-84-297-5077-5